# معركة مشذوبه

## أسباب المعركة
غزوا العوارض على ديار قبيلة شمر ويُقال أنهم حوالي عشرون رجل من بطن حافل بالبطولات ومتشبع بالشجاعة والإقدام وقال أنهم قد أنتخبوا بعضهم البعض من بين قبيلة مطير و قال العارضي أن الغزو قد شاهدوا معسكر عبدالعزيز بن رشيد و ذلك عندما قام أحدهم بصعود إلى ضلع يقال له (مشذوبه) وشاهد جموع إبن رشيد و قد عاد الرقيبة العارضي إلى جماعته للتشاور معهم وبعد أخذو رد إتفقوا العوارض على الأنكاف والدفاع عن النفس إذا لحق بهم وكانت أول طائفة من قبل عبدالعزيز بن رشيد بقيادة غانم بن زويمل ولم يطل الغياب بين القيادة والعيون حتى كان اللقاء بين هذه العيون وبين ركب العوارض فالتحم القتال بينهما وقـد أمتلأت الأرض من قتلى ابن زويمل وخيله وأجبروه أن يتراجع أمام الحفنة القليلة لتقول الأخبار أن ابن زويمل بغضه وغضيضه لم يستطع إخضاع عشرون رجل وحين علم عبدالعزيز بن رشيد بما حدث لإبن زويمل ومن معه قام بتحشيد جيوشه للحاق بالعوارض ولكن استتر العوارض بجنح الليل حين غابت الشمس بعد أن قتلوا من جاؤا معه وذبحوا الخيل التي تحته قرابة خمس خيول وهم لم يخسروا أي شيء من ركايبهم و تعتبر معركة مشذوبه إحدى معجزات الجزيرة لأن عددهم 20 استطاعوا أن يقتلوا حوالي ٣٠٠ رجل ولم يخسروا شيء.